# 匝瑳市内循環バス
匝瑳市内循環バス（そうさしないじゅんかんバス）は、千葉県匝瑳市が運行するコミュニティバス。京成バス千葉イースト多古営業所とジェイアールバス関東成田空港支店へ運行を委託している。

## 八日市場市のコミュニティバス

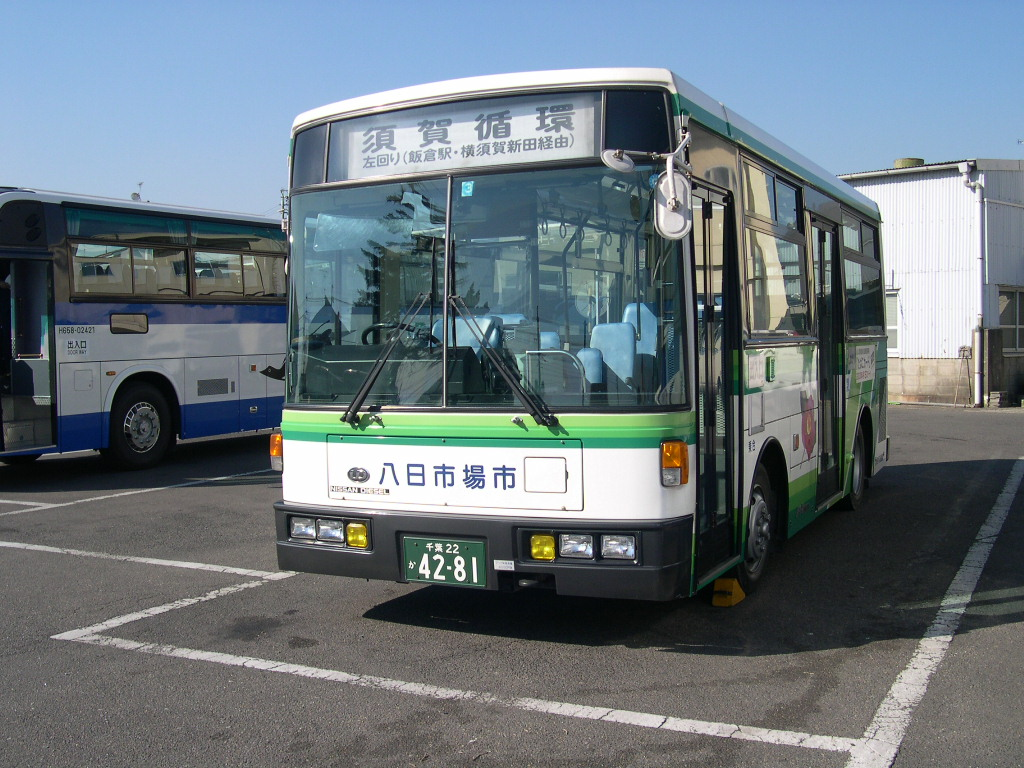
八日市場市時代の車両
日産ディーゼル・RN

元は合併前の八日市場市が、コミュニティバスとして運行していたものである。
当時から千葉交通多古営業所とジェイアールバス関東東関東支店へ運行を委託していた。車両は両社とも小型ワンステップバスの日産ディーゼル・RNを専用カラーに塗装して使用していた。
2006年（平成18年）1月18日、八日市場市と匝瑳郡野栄町が合併して匝瑳市が発足。合併後に「匝瑳市内循環バス」として継承され、再編された。

## 運賃・乗車券類
- 運賃は均一制で、大人（高校生以上）200円、小・中学生は100円、未就学児は無料[2]。
- 各種障害者手帳（身体障害者手帳・療育手帳・精神障害者保健福祉手帳）提示により、本人と介護者1名まで運賃100円となる[2]。障害者手帳アプリ「ミライロID」も利用できる[2]。
- 運転経歴証明書の提示により運賃100円となる[2]。
- 一日自由乗車券が400円（割引運賃適用者は200円）で販売されている[2]。
- 回数乗車券、定期乗車券も発売されている[2]。

## 現行路線
全路線が日曜・祝日、年末年始（12月29日 - 1月3日）は運休となる。

### 豊栄・吉田循環
- 市役所 - 八日市場駅 - 市民病院 - 砂原 - 飯倉駅 - 吉田栄 - 入山崎北 - 下総吉田 - 市民病院 - 八日市場駅 - 市役所
  - JRバス関東が受託。車体色はパープル。

### 飯高・豊和循環
- 市役所 - 八日市場駅 - 市民病院 - 生尾 - 長岡 - 境橋 - 飯高コミュニティーセンター前 - 八坂神社前 - 内山 - 熊野神社前 - ふれあいパーク八日市場 - 市役所 - 八日市場駅 - 市民病院 - ぬくもりの郷前
  - 千葉交通が受託。車体色はピンク。

### 椿海循環
- 市役所- 八日市場駅 - 市民病院 - 公民館 - 市役所 - ふれあいパーク八日市場 - 寄島 - 太陽の家前 - 干潟駅 - 椿海小前 - 市役所 - 八日市場駅 - 市民病院
  - 千葉交通が受託。車体色はライトグリーン。

### 平和・共興循環
- 市民病院 - 八日市場駅 - 市役所 - すみれ団地前 - 古内家 - 長谷浜 - 吉崎浜 - 共興小前 - 川向 - 市役所 - 八日市場駅 - 市民病院
  - 千葉交通が受託。車体色はイエロー。

### 須賀循環
- 市民病院 - 公民館 - 市役所 - 八日市場駅 - 砂原 - 飯倉駅 - 須賀小前 - 横須賀 - 八日市場駅 - 市民病院
  - JRバス関東が受託。車体色はオレンジ。

### 野田・栄循環
- 八日市場駅 - 飯倉駅 - 野栄総合支所 - 野田小前 - のさか望洋荘 - 新堀浜 - 栢田浜 - 栄小前 - 飯倉駅 - 八日市場駅 - 市民病院 
  - JRバス関東が受託。車体色はライトブルー（1便と4便はオレンジの車両で運行）。

## 車両
匝瑳市内循環バスとなってからは、日野・リエッセ、日野・ポンチョが使用され、路線ごとに車両の色が分けられている。
- リエッセ：オレンジ、ピンク、パープル[4]
- ポンチョ：ブルー、グリーン、イエロー[4]